# Mancala
Pour le genre fossile d’oiseaux, voir Mancalla.
 (septembre 2016).

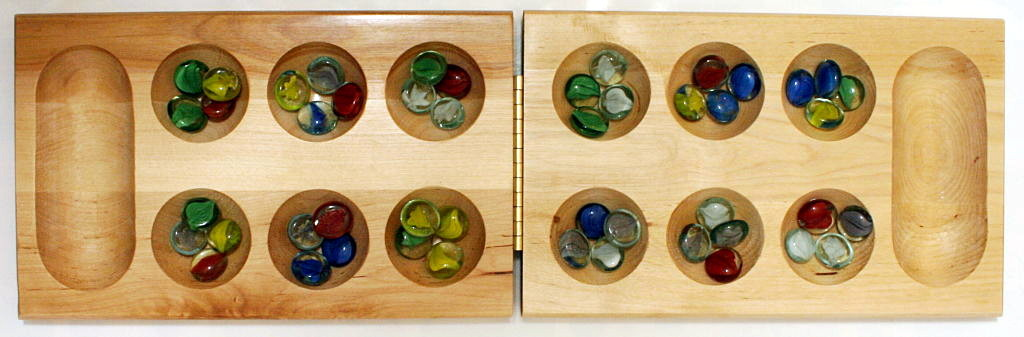
Plateau pliable de mancala en bois.

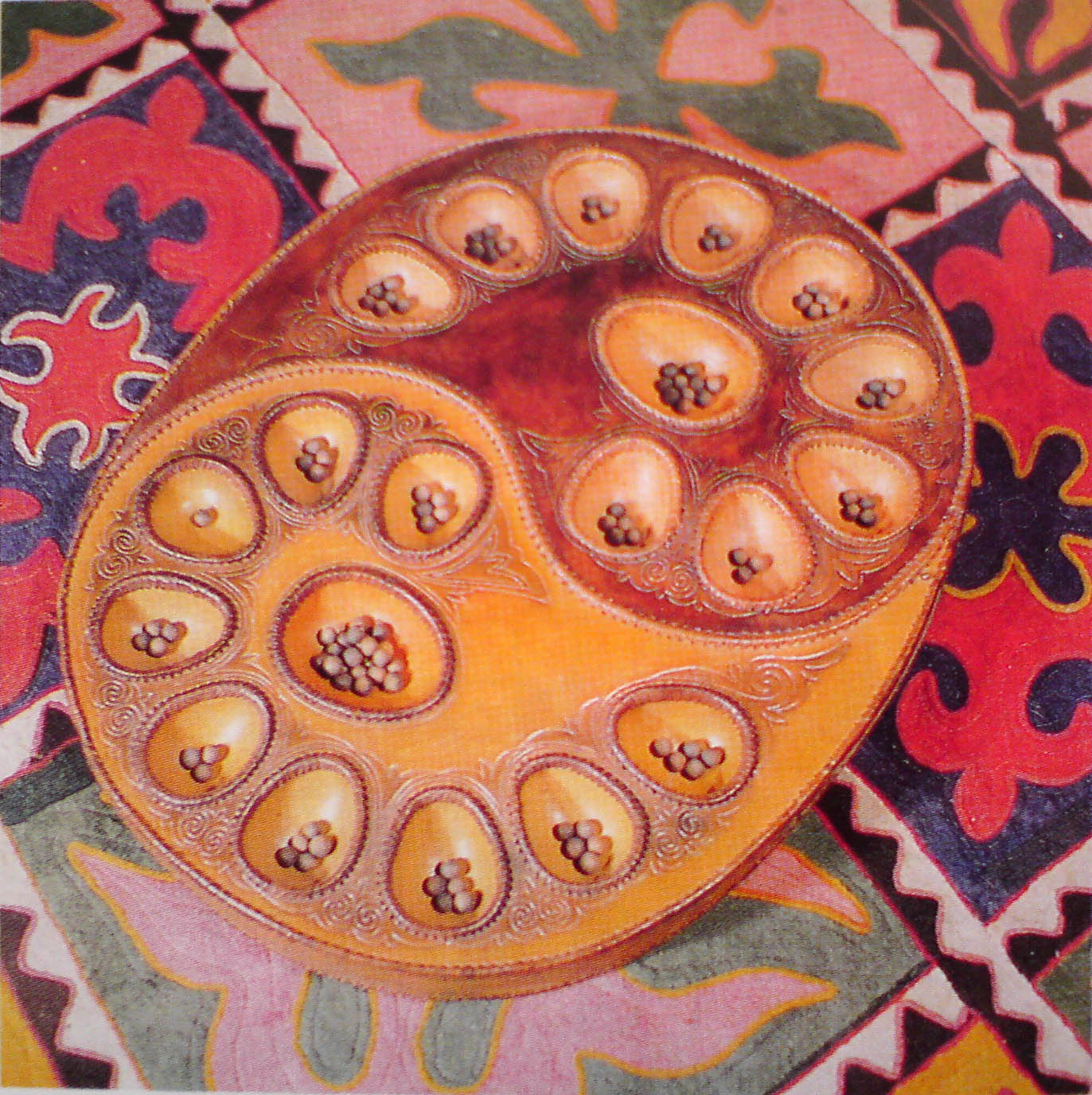
Plateau pliable de Toguz korgool en bois.

Le mancala également appelé jeu de semis, est le nom générique donné à une famille de jeux de société traditionnels principalement joués en Afrique, mais également dans le sud de l'Asie, dans les Caraïbes ainsi que sur la côte est de l'Amérique du Sud. Selon certains, il serait même joué dans certains pays d'Europe centrale. Il s'agit de jeux de stratégie combinatoire abstraits du type « compter et capturer » dans lesquels on distribue des cailloux, graines ou coquillages dans des rangées de coupelles ou de trous, parfois creusés à même le sol.
Parmi les jeux de type mancala on peut citer l'awélé, le bao, l'En Gehé, le kalaha (parfois également appelé mankala), le nam-nam, le torguz korgool, le pallankuli, l'omweso et l'ajwa (chez les Luo). Ces jeux ont joué et jouent un rôle important dans de nombreuses sociétés africaines, à la façon du jeu d'échecs en Occident.
Certains sont aussi joués en Asie du Sud-Est, comme l'ô ăn quan (au Viêt Nam), le congkak (en Insulinde) ou le Bay Khom (au Cambodge).

## Histoire
Les jeux de type mancala se divisent en deux catégories qui partagent une origine commune : les jeux à un cycle (les graines voyagent d'un camp à l'autre) qui comportent deux ou trois rangées de trous, et les jeux à deux cycles (les graines restent toujours dans le même camp), qui comportent quatre rangées de trous.

### Origine
La plus ancienne mention du jeu dans un écrit date du Xe siècle de notre ère, dans le Livre des Chansons ("Kitāb al-Aghānī") écrit par Abu al-Faraj al-Isfahani. Cependant, de nombreux vestiges du passé permettent de comprendre que le jeu est bien plus ancien.
L'origine des jeux de semis n'est pas certaine. Cependant, de nombreux mancalas des VIe et VIIe siècles ont été retrouvés en Éthiopie et en Érythrée (datant de l'époque du royaume d'Aksoum) : bon nombre d'historiens actuels considèrent ainsi que cette région d'Afrique orientale pourrait être le berceau de ce type de jeu.
D'autres théories aujourd'hui considérées comme obsolètes ont été avancées[Par qui ?], notamment une origine égyptienne des mancalas (les égyptologues n'ont cependant jamais trouvé de jeu de semis lors des fouilles archéologiques), une origine arabe (la confusion étant due au fait que ce sont les Arabes qui ont largement propagé le jeu en Asie) et une origine ouest africaine qui aurait suivi l'expansion bantoue (la confusion étant due au fait que l'on ne retrouve les mancalas à deux cycles que dans les zones de langues bantoues dont l'expansion s'est faite depuis l'Afrique de l'Ouest).

### Évolution géographique
De là, la variété à un cycle aurait migré vers l'Asie et l'Afrique via les marchands arabes qui l'ont emportée vers l'Est au Proche-Orient, en Asie centrale et sur les côtes de l'océan Indien, et vers l'Ouest le long du Sahel.
Parallèlement à cette expansion de la variété à un cycle, la variété à deux cycles s'est répandue vers le Sud le long du Nil jusqu'à la version des Grands Lacs probablement emportée par les déplacements des pasteurs nilotiques fuyant la pression arabe. Par la suite cette variété se répandra en Afrique centrale, en Afrique australe et en Afrique de l'Est.
Enfin les pasteurs Masaï apporteront par la suite d'Éthiopie vers le Kenya et la Tanzanie leur version de mancala à un seul cycle.